# Femelle
 (juillet 2023).

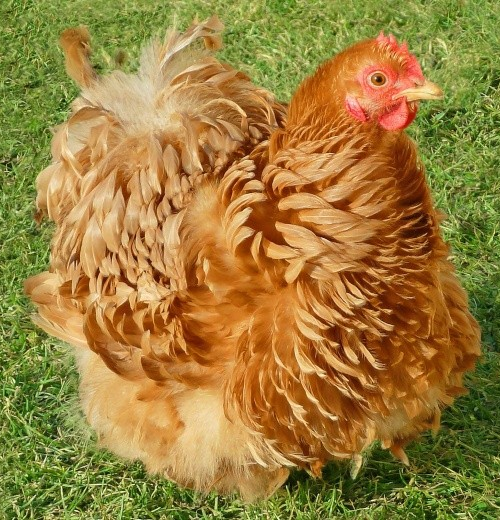
Une poule est la femelle adulte de l'espèce Gallus gallus.

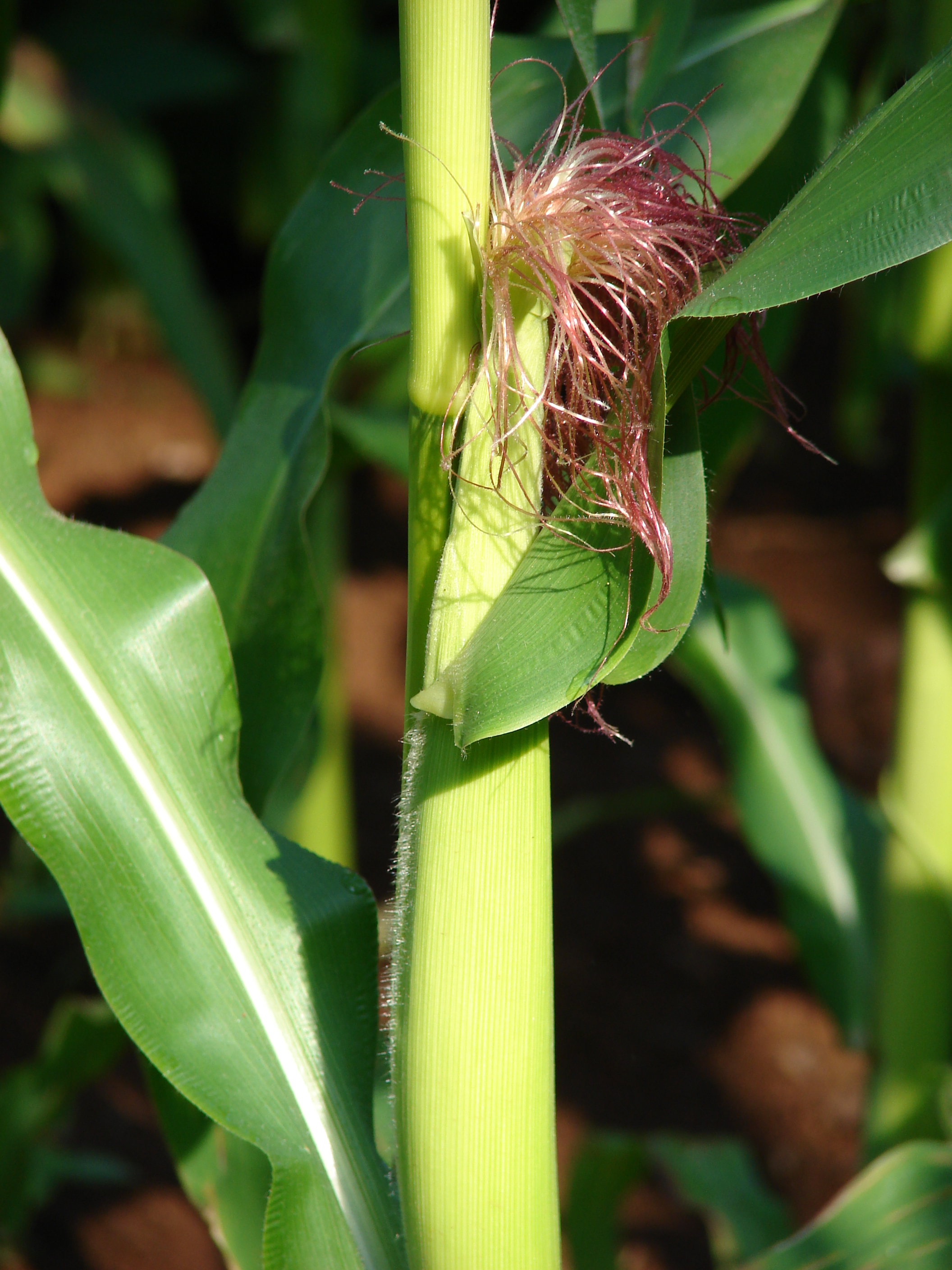
Les soies marquent les inflorescences femelles du plant de maïs.

La femelle (du latin femella : « petite femme, jeune femme ») est, en biologie, l'organe voire l'individu produisant des gamètes non motiles riches en réserves nutritives dans le cadre de la reproduction sexuée anisogame. L'organe ou organisme qui produit la contrepartie complémentaire, sous forme de gamète motile, est le mâle.

## Mécanismes
Contrairement à ce qui est le cas dans la reproduction isogame, il existe deux types de gamètes dans la reproduction anisogame :
- un gamète doué d'une certaine motilité (ex : pollen (gamétophyte), anthérozoïde) ;
- un gamète plutôt végétatif ayant souvent de grandes réserves nutritives (ex : oospore).

L'organe ou individu produisant la contrepartie végétative de la reproduction sexuée est désigné comme femelle. L'organe ou individu produisant la contrepartie motile de la reproduction sexuée est désigné comme mâle.

## Reproduction anisogame
Le gamète mâle doit se déplacer jusqu'au gamète femelle pour que s'effectue la fécondation. Diverses stratégies se sont fait jour au cours de l'évolution, comprenant aussi bien l'hermaphrodisme simultané ou dioïque, l'hermaphrodisme successif ou encore la sexuation individuelle.

## Zoologie
L'ovule, produit par l'ovaire, se transformant, après fécondation par un spermatozoïde produit par un individu mâle, en embryon qui donnera naissance à un jeune directement (en passant parfois par un stade larvaire) chez les espèces vivipares ou par l'intermédiaire d'un œuf pondu chez les espèces ovipares. Chez certaines espèces, notamment les poissons, la fécondation se fait dans le milieu naturel, les œufs fécondés n'étant pas portés par la femelle.

### Exemples de sexuation individuelle chez l'animal
Chez l'espèce humaine comme chez tous les mammifères thériens, ainsi que les insectes diptères, le sexe femelle est celui qui est homogamétique, caractérisé par le couple de chromosomes sexuels XX dans le cadre du système XY de différenciation sexuelle.
Chez les oiseaux, certains insectes (papillons) et poissons, et dans le cas des mammifères non thériens (pondeurs, soit ornithorynques et échidnés), à l'inverse, la femelle est caractérisée par le couple de chromosomes sexuels WZ, dans un autre système de détermination sexuelle, où c'est elle qui est hétérogamétique.
Chez d'autres insectes (sauterelles, criquets, blattes, entre autres), la femelle est caractérisée par l'appariement du chromosome sexuel X.
Enfin, chez d'autres animaux (hyménoptères, coléoptères, acariens, rotifères...), la femelle est caractérisée par le fait qu'elle est diploïde, le mâle ayant la particularité d'être un organisme vivant haploïde.

## Botanique
Chez les plantes, le gamétophyte est l'individu ou l'organe permettant la production et la rencontre des gamètes mâle et femelle. Le gamétophyte étant lui-même issu d'une spore produite par méiose, il s'agit donc d'un organisme haploïde. Après fécondation se forme un embryon puis un sporophyte, organisme de fait diploïde. Selon les clades et les espèces, la partie sporophyte ou la partie gamétophyte domine par sa longueur dans le cycle reproducteur.
Selon les espèces, les individus sont monoïques (un individu présente simultanément les organes mâles et femelles) ou dioïques (les organes mâles et femelles sont répartis soit entre individus, soit à différents moments du cycle).

## Linguistique
Chez les espèces animales les plus familières, le mâle et la femelle sont souvent désignés par des noms distincts : on a ainsi, la vache et le taureau, la truie et le verrat, la brebis et le bélier, la poule et le coq, etc. Chez les espèces moins familières on utilise les adjectifs « mâle » et « femelle » pour distinguer les deux sexes ; exemple : une taupe (mâle ou femelle), un hérisson (mâle ou femelle), le nom de l'espèce pouvant d'ailleurs être du genre masculin ou féminin.
« Femelle » en tant qu'adjectif caractérise les organes et les fonctions liés à la reproduction et au sexe femelle. Il est utilisé tant en zoologie qu'en botanique.

## Représentation
Le symbole conventionnel du sexe féminin est le plus souvent celui associé à la déesse et à la planète Vénus : ♀.